# Равлюк Анна Корніївна
Равлюк Анна (нар. 30 квітня 1962, с. Мамаївці, Кіцманський район, Чернівецька область, Українська РСР) — відома сучасна українська художниця. Зараз живе та працює у Великій Британії.

## Біографія
Народилась та виросла Анна Равлюк у селі Мамаївці, що на Буковині. Була вихованкою буковинського художника та педагога Кобилянського Омеляна Миколайовича. У 1975-1980 рр. навчалась у Чернівецькій дитячій художній школі.
У 1984 році закінчила Кишинівське художньо-педагогічне училище ім.І.Рєпіна. У 2000 році закінчила факультет дизайну та графіки Міжнародної Академії Економічного права (Кишинів), відділ аудіовізуальних мистецтв.
Творчу діяльність почала у 1982 р. в якості художниці-мініатюристки. З 1990 р. захоплюється декоративним мистецтвом. Працювала викладачем у дитячій художній школі, художником-аніматором у відділі анімації та продюсером на «Молдова-фільм» (1990-1999), дизайнером одягу в «New Couture» (м. Бухарест). Зараз — вільний художник. Член Спілки кінематографістів Республіки Молдова.
В 1993-1994 рр. публікувала рисунки та карикатури у газеті «Молодь Молдови», журналах «Кіперуш» і «Кактус», виконувала обов'язки художнього редактора газети «Молодь Молдови».
Перша персональна виставка Анни Равлюк відбулася в Кишиневі у 1997 році, і з тих пір майже всі її виставки були персональними.
У 2000 р. виграла Green Card та мала емігрувати до США. Але не зробила цього.
Має понад 70 виставок у Європі та США, переважна більшість з них — персональні. Її роботи можна було побачити на виставках в таких відомих галереях, як: InterArt Gallery, Walter Wickiser Gallery, Ico Gallery, Butterfly Art Center та Agora Gallery.
Жила у Румунії. Її вважають однією з найцінніших румунських сучасних художниць-імпресіоністок.

## Фільмографія[1]
- 1990 р. — «І було добре», анімація, «Молдова-фільм»
- 1990 р. — "Рудий " анімація, «Молдова-фільм»
- 1991 р. — "Дракон " анімація, «Молдова-фільм»
- 1991 р. — "Аїда " анімація, «Молдова-фільм»
- 1992 р. — «Вправа у білому», ігровий короткометражний, «Молдова-фільм»
- 1993 р. — «Маленький сніданок», експериментальний, анімація, проект не завершено, «Молдова-фільм»